# Корнет, Хан
Хан Корнет Гали (исп. Jan Cornet Galí; род. 24 февраля 1982 года, Тарраса, Барселона, Испания) — испанский актёр.

## Биография
Хан начал появляться в различных рекламных роликах начиная с 17 лет. Профессиональное театральное образование получил в городе Барселона. Сразу после окончания высшего учебного заведения успешно прошел кастинг на главную роль в фильме «Ночь Брата» (2005) и переехал в Мадрид, где и живет до сих пор.
С 2004 года сыграл около 50 ролей в кино и на телевидении. Более всего Хан Корнет известен своей ролью в фильмах «Кожа, в которой я живу» (2011) и «Любовь по рецепту» (2013), а также ролью в сериале «Ковчег» (2011—2013).
Был награждён премией «Mejor Actor Revelación» в 2012 году.

## Фильмография
| Год выпуска | Название фильма                                      | Имя персонажа        |
| ----------- | ---------------------------------------------------- | -------------------- |
| 2005        | Ночь брата (La noche del hermano)                    | Jaime                |
| 2005        | Личные мотивы (Motivos personales)                   | Jaime Acosta Pedraza |
| 2008        | Камино (Camino)                                      | Ángel Custodio       |
| 2009        | Кто-нибудь там есть? (Hay alguien ahí)               | Fausto               |
| 2010        | Ужас владычицы озера (El horror de la dama del lago) | Joven de la aldea    |
| 2011-2013   | Ковчег (El Barco)                                    | Max Delgado          |
| 2011        | Там обитают драконы (There Be Dragons)               | Ortiz                |
| 2011        | Кожа, в которой я живу (La piel que habito)          | Vicente              |
| 2012        | Красные огни (Red Lights)                            | David Matheson       |
| 2013        | Любовь по рецепту (Menú degustació)                  | Marc                 |
| 2013        | Летняя ночь в Барселоне (Barcelona, nit d’estiu)     | Héctor               |
| 2014        | За пригоршню поцелуи (Por un puñado de besos)        | Darío                |
| 2014        | Прости за любовь (Perdona si te llamo amor)          | Marcelo              |